# Dichagyris clara
Dichagyris clara är en fjärilsart som beskrevs av Otto Staudinger 1888. Dichagyris clara ingår i släktet Dichagyris och familjen nattflyn. Inga underarter finns listade i Catalogue of Life.